# Rdeči telefon
Rdeči telefon je metaforično ime za direktno povezavo med predsednikoma ZDA in Sovjetske zveze, ki so jo vzpostavili med hladno vojno. Kljub imenu rdeči telefon povezava nikoli ni bila telefonska, temveč je temeljila na prenosu tekstovnih sporočil. Na ta način sta lahko voditelja ZDA in SZ sporočila oblikovala v svojem jeziku, za prevod pa so poskrbeli prevajalci na obeh straneh.
Med kubansko raketno krizo leta 1962 je postalo jasno, da je med glavnima jedrskima velesilama treba uvesti komunikacijsko direktno linijo. Pred tem je večina pogovorov potekala preko pisem in je čas za prevod teh pisem in pošiljanje odgovorov med krizo trajal predolgo. Ker bi to lahko povzročilo neprijetne zaplete in napačne interpretacije akcij druge strani, so se odločili za vzpostavitev direktne linije.
Sistem je bil sprva sestavljen iz teleprinterjev, ki so informacije pošiljali po kodirani zvezi. Leta 1971 so sistem nadgradili s satelitsko povezavo, leta 1985 pa so za prenos začeli uporabljati telefaks. Najnovejša nadgradnja uporablja sistem elektronske pošte. Sistem je bil prvič uporabljen med arabsko-izraelsko vojno leta 1967, ko sta se obe strani obveščali o premikih vojaških sil, pa tudi v ostalih konfliktih, kjer sta ZDA ali Sovjetska zveza izvajali vojaške premike, ki bi lahko vznemirili nasprotno stran.